# Kotonomama Hachiman-gū

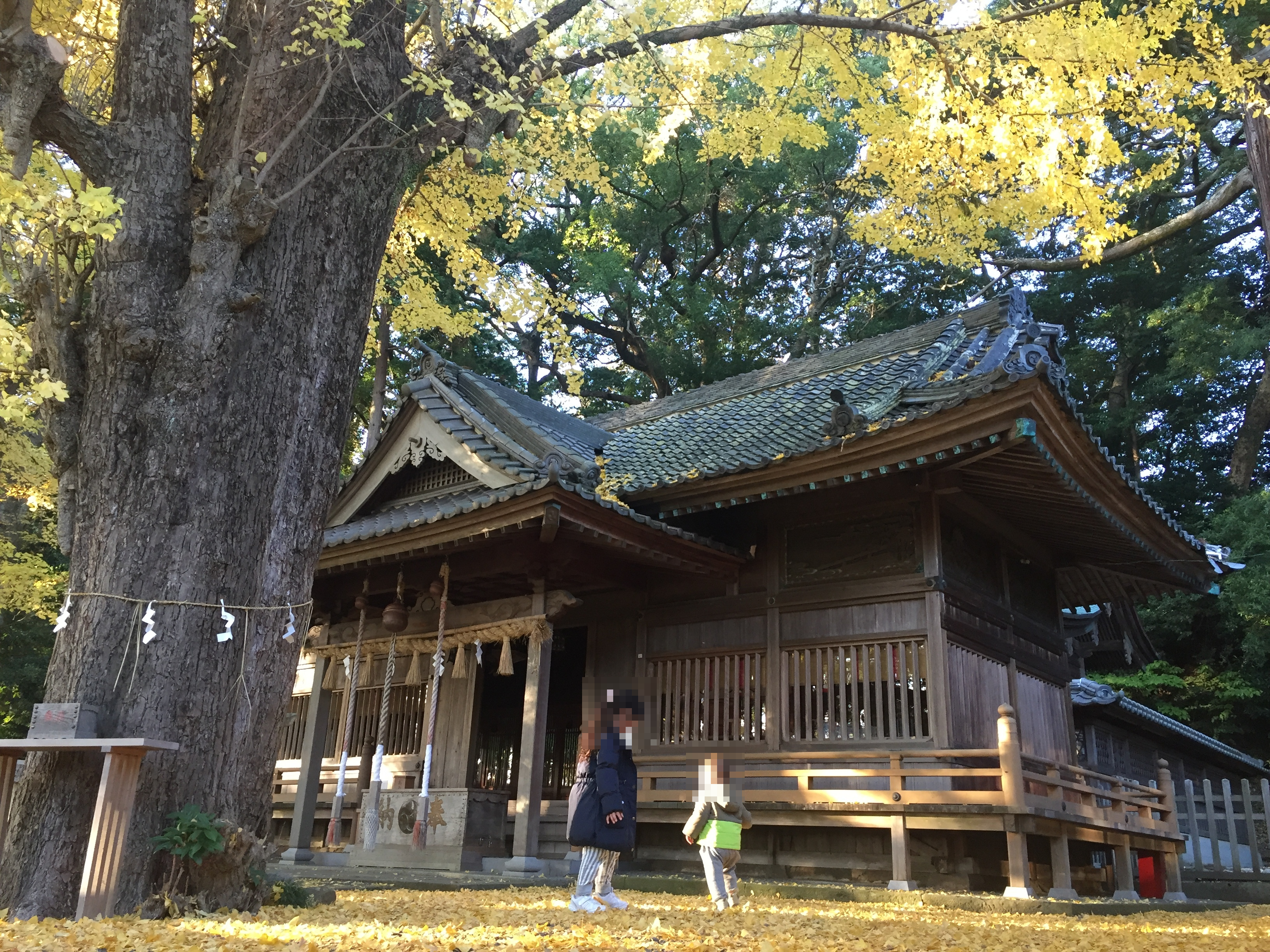

Kotonomama Hachiman-gū ist ein Shintoschrein in Kōfu, Präfektur Yamanashiapan, Japan. Der Schrein ist bekannt für seine Verehrung von Hachiman, der Gottheit des Krieges und der Krieger, sowie von Kotonomama, einer Gottheit, die oft mit Fruchtbarkeit und Wohlstand in Verbindung gebracht wird.
Der Schrein zieht viele Besucher an, die aus verschiedenen Anlässen wie Hochzeiten, Geburten oder zur Bitte um Glück und Erfolg den Schrein aufsuchen. Die Architektur des Schreins ist typisch für die japanische Bauweise und bietet eine ruhige und spirituelle Atmosphäre.
Zusätzlich ist der Schrein von einer schönen Landschaft umgeben, was ihn zu einem beliebten Ziel für Touristen und Einheimische macht, die die Verbindung zur Natur und zur japanischen Kultur erleben möchten.